# Carlos Moratorio
Carlos Moratorio (né le 10 novembre 1929 à La Cruz (Corrientes) et mort le 7 mars 2010 à Tandil) est un cavalier argentin.

## Biographie
Carlos Moratorio est membre de l'équipe olympique d'Argentine de concours complet aux Jeux olympiques d'été de 1964 à Tokyo. Lors de cette compétition, il remporte la médaille d'argent en concours complet individuel.